# تاکو موریناگا
تاکو موریناگا (انگلیسی: Taku Morinaga؛ زادهٔ ۱۸ مهٔ ۱۹۹۵) بازیکن فوتبال اهل ژاپن است.